# كنيسة سانتا أندريا في الكويرينال

خريطة الطابق الأرضي: (1) المدخل الرئيسي، (2) معبد القديس فرانسيس كزافييه، (3) مصلى العاطفة، (4) معبد القديس ستانيسلاس كوستكا (5) معبد القديس اغناطيوس من لويولا، (6) المذبح الرئيسي (7) مدخل فترة التدريب وعلى غرف في سانت ستانيسلاس كوستكا.

كنيسة سانتا اندريا في الكويرينال (Santa Andrea al Quirinale) هي كنيسة في روما في ريونة مونتي.

## مثال لعمارة بخطة إهليلجية
من العصر الباروكي (القرن السابع عشر) وما بعده، الشكل الأهليلجي أصبح عنصر ديكور الذي استخدامه المعماريين والفنانين بكثرة في أعمالهم. من الأمثلة على الأهليلجية خطة كنيسة س. اندريا كويرينالى من تصميم المعماري لورنزو بيرنيني (Lorenzo Bernini).

## أعلام
- كارلو إمانويل الرابع ملك سردينيا